# Exame laboratorial
Exame laboratorial é o conjunto de exames e testes realizados em laboratórios de análises clínicas visando um diagnóstico ou confirmação de uma patologia ou para um check-up (exame de rotina).

## Etapas do exame
É importante que se diga que o exame laboratorial é um meio para um dado profissional da saúde  humana (médico, dentista) ou veterinária concluir a respeito do estado de saúde do paciente-cliente.
1) Fase pré-analítica: o paciente-cliente é orientado, é realizado a coleta de material biológico, a manipulação e conservação do material que posteriormente será analisado. É nesta fase onde ocorrem a maioria dos erros. Os fluidos mais comuns para exame são: sangue, urina, fezes e expectoração. No entanto em ambiente hospitalar poderá ser encontrado ainda: liquido sinovial, pleural, céfalo-raquidiano, pus, entre outros.
2) Fase analítica: é realizada através de aparelhos automatizados de alta tecnologia e que garantem um maior percentual de acertos e alto número de exames realizados ao mesmo tempo (ganhos de escala). Este fato permite uma análise em maior escala e propicia aos clínicos uma resposta mais breve do estado fisiológico do paciente, possibilitando uma intervenção mais ágil, aumentando assim a possibilidade de salvar mais vidas humanas.
As especialidades analíticas mais comuns são: Hematologia, Microbiologia, Imunologia, Química clínica, Parasitologia
3) Fase pós-analítica: Emissão de laudo
Atualmente tecnologias point-of-care deixaram essas três fases muito próximas de si e do local do paciente-cliente, apresentando ganhos inegáveis de tempo  e atendimento em áreas remotas e acessibilidade aos exames.
Dentro deste contexto, existem diversos fatores que podem interagir com o resultado do exame, resultando em um falso-negativo ou falso-positivo: medicamentos utilizados pelo paciente, sua resposta metabólica, jejum, transporte do material, centrifugação, metrologia, reagentes, calibração e manutenção dos equipamentos, entre outros. Nos laudos, os principais erros são unidades erradas, erro de digitação, não informação de interferentes no exame, etc.

## Profissionais envolvidos
No Brasil e em Portugal, podem atuar como analistas e/ou responsáveis técnicos por laboratórios de análises clínicas:
1. O Biólogo com formação superior, habilitado em análises clínicas através da comprovação de um currículo direcionado efetivamente realizado e registro no conselho regional de biologia (Brasil) ou ordem dos biólogos (Portugal);
2. O Biomédico com habilitação e/ou especialização em análises clínicas, com registro no respectivo Conselho Regional de Biomedicina. Estima-se que mais de 80% dos profissionais formados no curso possuam habilitação em análises clínicas;
3. O Bioquímico (Bacharel em Bioquímica) com especialização em química clínica, diagnóstico molecular, biologia molecular clínica, toxicologia ou equivalentes, nos termos do artigo quarto do decreto-lei 85.877 de 1981 e conforme registro no conselho regional de química (Brasil) ou ordem dos biólogos (Portugal).
4. O Farmacêutico generalista com especialização em análises clínicas e registro no conselho regional de farmácia (Brasil) ou Ordem dos farmacêuticos (Portugal).
5. O Médico patologista clínico;

No seu trabalho, estes profissionais citados acima poderão interagir com outros profissionais , dentre eles:
- Nível superior:
  - Cirurgião-dentista;
  - Médico veterinário;
  - Engenheiros (dos ramos biomédico, elétrico e computação são os mais comuns);
  - Bioinformata e/ou cientista da computação;
  - Médicos de diferentes especialidades;
- Nível médio:
  - Auxiliar técnico de laboratório;
  - Técnicos de laboratório (de análises clínicas, de química etc...);
  - Biotécnico.

Mediante a modernidade tecnológica que significa, hoje em dia, a automação e a informatização da maioria dos processos de análise, deve também o profissional possuir conhecimentos básicos nas áreas de engenharia e informática, que viabilizem sua interação frequente com os respectivos profissionais, também comumente envolvidos como auxiliares valiosos em todos os processos de análise.

## Listagem de exames mais comuns

### Bioquímica- substâncias não eletrolíticas
- Glicose
- Ureia
- Creatinina
- Ácido úrico
- Amoníaco
- Proteínas plasmáticas
- Lipídeos plasmáticos
- Corpos cetônicos
- Bilirrubina

### Bioquímica - substâncias eletrolíticas
- Cálcio
- Fósforo
- Potássio
- Ferro sérico
- Sódio
- Magnésio
- Transferrina
- Diagnósticos dos desequilíbrios hidroeletrolíticos
- Diagnóstico dos desequilíbrios ácido básicos

### Bioquímica- enzimas
Fosfatase alcalina e ácida, amilase, lipase, aldolase, lactato-desidrogenase, transaminases, creatinofosfoquinase, gamaglutamiltranspeptidase, isoenzimas de lactato-desidrogenase, isoenzimas de creatinofosfoquinase.

### Hemograma - série vermelha
- Hemácias, hemoglobina, hematócrito, valores hematimétricos.

### Hemograma - série branca
- Leucograma.

granulocitos: neutrófilos, eosinófilos e basófilos.
agranulocitos: linfócitos e monócitos

### Exame de urina
- Análise bioquímica, análise macroscópica microscopia de sedimento, estudo bacteriológico, outros

### Exame de fezes
- Exame macroscópico, exame microscópico, parasitas e protozoários e coprocultura.

### Outros
- Líquido cefalorraquidiano
- Escarro
- Líquido pleural
- Espermograma